# Mitoura rosneri
Mitoura rosneri är en fjärilsart som beskrevs av Johnson 1976. Mitoura rosneri ingår i släktet Mitoura och familjen juvelvingar. Inga underarter finns listade i Catalogue of Life.